# فيدريكو كوساتو
فيدريكو كوساتو (بالإيطالية: Federico Cossato)‏ (7 أغسطس 1972 بفيرونا في إيطاليا - ) هو لاعب كرة قدم إيطالي في مركز الهجوم. لعب مع كييفو فيرونا وUnione Sportiva Brescello ‏ وإيه سي مارزوتو فالداجنو 1926 ‏ وFC Valdagno ‏.